# Damócrito de Sición
Damócrito de Sición (en griego antiguo: Δαμύκριτος, romanizado: Damocritus o también Demócrito de Sición (en griego antiguo: Δημόκριτος, romanizado: Democritus) fue un escultor nacido en Sición, discípulo de Pisón, que a su vez lo fue de Anfión de Cnosos.
Su floruit fue en el siglo IV a. C., hacia la 100 Olimpiada, probablemente antes del 380 a. C. En Olimpia había una estatua hecha por él de un atleta de Elis llamado Hipo, ganador de la prueba de pugilato infantil, según dice Pausanias. Según Plinio el Viejo, hizo retratos de filósofos.

## Bibliofrafía
- Smith, William (1867). «Damocritus (4)». Dictionary of Greek and Roman Biography and Mythology (en inglés) (Boston: Little, Brown and co.). Consultado el 25 de octubre de 2023.